# Jonathan Wylie
Jonathan Wylie (* 12. März 1945) ist ein Pseudonym des britischen Schriftstellerehepaares Mark Smith (* 1952) und Julia Smith (* 1955).
Das Ehepaar lebt in Norfolk und veröffentlichte unter diesem Pseudonym und als „Julia Gray“ verschiedene Fantasy-Romane.

## Werke
Als Reihen von „Jonathan Wylie“ sind erschienen:
Die Diener von Ark (Servants of Ark):
- Der Erwählte, 374 Seiten, 1998 (The First Named, 349 Seiten, 1987)
- Das Zentrum des Kreises, 380 Seiten, 1999 (The Centre of the Circle, 351 Seiten, 1987)
- Das Zauberkind, 381 Seiten, 1999  (The Mage-Born Child, 350 Seiten, 1988)

Die träumende Welt (Unbalanced Earth):
- Der Traumstein, 362 Seiten, 1996 (Dreams of Stone, 1988)
- Das Schattenreich, 348 Seiten, 1996 (The Lightless Kingdom, 1989)
- Das Zeitalter des Chaos, 348 Seiten, 1997 (The Age of Chaos, 1989)

Die Insel Zalys (Island and Empire):
- Das steinerne Auge, 374 Seiten, 1998 (Dark Fire, 1993)
- Das Echo der Flammen, 489 Seiten, 1999 (Echoes of Flame, 1993)
- Die letzte Prophezeiung, 446 Seiten, 1999 (The Last Augury, 1994)

Zudem sind noch einzelne Romane erschienen:
- Die Stadt im Salz, 792 Seiten, 1997 (Dream Weaver, 1991)
- Schattenlabyrinth, 409 Seiten, 1995 (Shadow-Maze, 1992)
- Botschaften aus einem fremden Land, 461 Seiten, 1998 (Other Lands, 1995)
- Kind der Flammen, 492 Seiten, 1998 (Across the Flame, 1996)
- Magister, 388 Seiten, 1997

Unter dem Pseudonym „Julia Gray“ veröffentlichte das Schriftstellerehepaar noch folgende Werke:
- Im Land der Vulkane (Ice Mage)

Die Eisrebellen (Ice Mage, 1998)
Der Eiszauber (Fire Music, 1999)
- Guardian Cycle

The Dark Moon, 2000
The Jasper Forest, 2001
The Crystal Desert, 2001
The Red Glacier, 2002
Alyssa’s Ring, 2002
- Isle of the Dead, 2000